# ويست فالي سيتي
ويست فالي سيتي (يوتا) (بالإنجليزية: West Valley City, Utah)‏ هي مدينة تقع في الولايات المتحدة في مقاطعة سالت ليك، يوتا. يقدر عدد سكانها بـ 132,434 نسمة ومساحتها 91.8 كم2 وترتفع عن سطح البحر 1,312 متر.

## التركيبة السكانية
حدّد مكتب تعداد الولايات المتحدة بيانات التركيبة السكانية لويست فالي سيتي في تعداد الولايات المتحدة. في ما يلي، التركيبة السكانية حسب تعدادي 2000 و2010.

### تعداد عام 2000
بلغ عدد سكان ويست فالي سيتي 108,896 نسمة بحسب تعداد عام 2000، وبلغ عدد الأسر 32,253 أسرة وعدد العائلات 25,932 عائلة مقيمة في المدينة. في حين سجلت الكثافة السكانية 1,171.9 نسمة لكل كيلومتر مربع (3,035.2/ميل2). وبلغ عدد الوحدات السكنية 33,488 وحدة بمتوسط كثافة قدره 360.4 لكل كيلومتر مربع (933.4/ميل2).
وتوزع التركيب العرقي للمدينة بنسبة 78.21% من البيض و1.15% من الأمريكيين الأفارقة و1.17% من الأمريكيين الأصليين و4.29% من الأمريكيين ذوي الأصول الآسيوية و2.90% من سكان جزر المحيط الهادئ و8.75% من الأعراق الأخرى و3.53% من عرقين مختلطين أو أكثر و18.48% من الهسبانيون أو اللاتينيون من أي عرق.
بلغ عدد الأسر 32,253 أسرة كانت نسبة 52.4% منها لديها أطفال تحت سن الثامنة عشر تعيش معهم، وبلغت نسبة الأزواج القاطنين مع بعضهم البعض 61.3% من أصل المجموع الكلي للأسر، ونسبة 13.2% من الأسر كان لديها معيلات من الإناث دون وجود شريك، بينما كانت نسبة 5.9% من الأسر لديها معيلون من الذكور دون وجود شريكة وكانت نسبة 19.6% من غير العائلات. تألفت نسبة 14.7% من أصل جميع الأسر من عدة أفراد يعيشون في نفس المنزل ونسبة 3.9% كانت تتألف من شخص يعيش بمفرده يبلغ من العمر 65 عاماً أو أكثر. وبلغ متوسط حجم الأسرة المعيشية 3.36، أما متوسط حجم العائلات فبلغ 3.71.
بلغ العمر الوسطي للسكان 26.8 عاماً. وكانت نسبة 33.6% من القاطنين تحت سن الثامنة عشر، وكانت نسبة 12.9% بين الثامنة عشر والرابعة والعشرين عاماً، ونسبة 30.5% كانت واقعةً في الفئة العمرية ما بين الخامسة والعشرين والرابعة والأربعين عاماً، ونسبة 17.3% كانت ما بين الخامسة والأربعين والرابعة والستين، ونسبة 5.3% كانت ضمن فئة الخامسة والستين عاماً فما فوق. يوجد لكل 100 أنثى 102.0 ذكر، ويوجد لكل 100 أنثى في الثامنة عشر من عمرها فما فوق 100.0 ذكر.
بلغ متوسط دخل الأسرة في المدينة 45,773 دولارًا، أما متوسط دخل العائلة فبلغ 48,593 دولارًا. وكان متوسط دخل الذكور 32,116 دولارًا مقابل 22,693 دولارًا للإناث. وسجل دخل الفرد الخاص بالمدينة 15,031 دولارًا. وكانت نسبة 6.7% من العائلات ونسبة 8.7% من السكان تحت خط الفقر، وكان من هؤلاء نسبة 11.5% تحت سن الثامنة عشر ونسبة 3.5% في الخامسة والستين من العمر وما فوق.

### تعداد عام 2010
بلغ عدد سكان ويست فالي سيتي 129,480 نسمة بحسب تعداد عام 2010، وبلغ عدد الأسر 37,139 أسرة وعدد العائلات 29,564 عائلة مقيمة في المدينة. في حين سجلت الكثافة السكانية 1,393.5 نسمة لكل كيلومتر مربع (3,609.1/ميل2). وبلغ عدد الوحدات السكنية 38,978 وحدة بمتوسط كثافة قدره 419.5 لكل كيلومتر مربع (1,086.5/ميل2).
وتوزع التركيب العرقي للمدينة بنسبة 65.37% من البيض و1.96% من الأمريكيين الأفارقة و1.26% من الأمريكيين الأصليين و4.97% من الأمريكيين ذوي الأصول الآسيوية و3.64% من سكان جزر المحيط الهادئ و18.96% من الأعراق الأخرى و3.85% من عرقين مختلطين أو أكثر و33.13% من الهسبانيون أو اللاتينيون من أي عرق.
بلغ عدد الأسر 37,139 أسرة كانت نسبة 50.8% منها لديها أطفال تحت سن الثامنة عشر تعيش معهم، وبلغت نسبة الأزواج القاطنين مع بعضهم البعض 58% من أصل المجموع الكلي للأسر، ونسبة 14.1% من الأسر كان لديها معيلات من الإناث دون وجود شريك، بينما كانت نسبة 7.5% من الأسر لديها معيلون من الذكور دون وجود شريكة وكانت نسبة 20.4% من غير العائلات. تألفت نسبة 15.1% من أصل جميع الأسر من عدة أفراد يعيشون في نفس المنزل ونسبة 4.6% كانت تتألف من شخص يعيش بمفرده يبلغ من العمر 65 عاماً أو أكثر. وبلغ متوسط حجم الأسرة المعيشية 3.48، أما متوسط حجم العائلات فبلغ 3.83.
بلغ العمر الوسطي للسكان 28.8 عاماً. وكانت نسبة 33% من القاطنين تحت سن الثامنة عشر، وكانت نسبة 10.6% بين الثامنة عشر والرابعة والعشرين عاماً، ونسبة 30.4% كانت واقعةً في الفئة العمرية ما بين الخامسة والعشرين والرابعة والأربعين عاماً، ونسبة 19% كانت ما بين الخامسة والأربعين والرابعة والستين، ونسبة 6.9% كانت ضمن فئة الخامسة والستين عاماً فما فوق. وتوزع التركيب الجنسي للسكان بنسبة 50.4% ذكور و49.6% إناث.